# Famille de Cabrières
Pour les articles homonymes, voir de Cabrières.
 (septembre 2018).
La famille de Cabrières est une famille française éteinte[réf. nécessaire] originaire du Rouergue.
Famille de magistrats sous l'Ancien Régime, elle comptera après la Révolution française des notables aveyronnais dont trois générations successives de hauts fonctionnaires à la préfecture de l'Aveyron. Parmi ses membres se trouvent également des religieux dont des prélats.

## Histoire
L'historien du Rouergue, Hippolyte de Barrau (1860), écrit « filiation de celle famille remonte, par titres authentiques, à Aymeric de Cabrières, vivant, en 1450 , dans la petite ville de Marcillac ».

## Personnalités
Ces personnalités sont issues de l'article d'Hippolyte de Barrau consacré à cette famille.
- Claude de Cabrières, conseiller du roi, lieutenant particulier au sénéchal et siège présidial de Rodez, il avait épousé le 6 février 1690 Isabeau de Parayre, entre autres enfants :
  - Jean-Claude de Cabrières, conseiller du roi et lieutenant particulier au siège présidial de Rodez, il avait épousé en 1724 Marie-Anne de Jouéry, entre autres enfants :
    -  Jean-François de Cabrières, conseiller-secrétaire du roi à la chancellerie de Douai, lieutenant au sénéchal et présidial de Rodez, subdélégué de l'Intendant avant 1789, président de l'administration centrale du département de l'Aveyron pendant les années IV, V et VI de la République, conseiller de préfecture à Rodez jusqu'en 1810, président et l'un des fondateurs de la société centrale d'agriculture de l'Aveyron, il avait épousé en 1760 Marie-Anne Merviel, entre autres enfants :
      - Jean-François-Gaspard de Cabrières, conseiller général, secrétaire général de la préfecture de l'Aveyron sous la Restauration, chevalier de la Légion d'honneur, secrétaire perpétuel de la société centrale d'agriculture de l'Aveyron, il avait épousé le 22 septembre 1795 Marie-Genevière Robert de Méric de Vivens, entre autres enfants :
        - Marie-Marc-Théodore de Cabrières, ancien officier de la marine royale, secrétaire général de la préfecture de l'Aveyron, il avait épousé en 1838 Marie-Louise-Hippolyte de Servières, fille de Gilbert de Servières, comte de Servières, lieutenant-colonel d'infanterie, chevalier de Saint-Louis, et de Marguerite-Adélaïde de La Salle, entre autres enfants :
          - Jacques-François-Gaspard de Cabrières, il avait épousé en 1830 Élisabeth-Louise-Sophie Coste, fille de feu Jean-Joseph Coste, maire d'Espalion, conseiller général, et de Marie-Louise-Emmanuelle Izarn de Freyssinet, entre autres enfants :
            - Albert-Gustave-Joseph de Cabrières, sous-lieutenant au 7e régiment de hussards

          - Edwige de Cabrières, dame d'honneur de la princesse Marie-Clotilde de Savoie femme du prince Napoléon-Jérôme Bonaparte

    - Joseph-Antoine-Gaspard de Cabrières, prêtre, prieur de Roussennac, vicaire-général du diocèse du Mans puis chanoine du chapitre de Noyon et grand-vicaire du même diocèse sous M. de Grimaldi, reclus, à Chantilly, pendant la Révolution française et délivré après le 9 thermidor

  - Antoine-Gaspard de Cabrières, chanoine et archidiacre de l'église cathédrale, prieur de Saint-Amans, vicaire-général du diocèse de Rodez

## Alliances
Les principales alliances de la famille de Cabrières sont, : R... (1514), de Jouéry (1558 et 1724), Roaldès de La Roaldie (1584), Dolières (1618), de Mazars de Limayrac, de Cambefort (1657), de Parayre (1690), Ayral, de Patris, Merviel (1760), de Méric de Vivens (1795), de Roquefeuil (1817), Coste (1830), de Servières (1838).

## Armes
Les armes de la famille se blasonnent ainsi : De gueules, à la chèvre saillante d'or,